# Une fille facile
Une fille facile (bra: A Prima Sofia; prt: Uma Rapariga Fácil) é um filme francês de comédia dramática de 2019, dirigido por Rebecca Zlotowski e estrelado por Zahia Dehar, Mina Farid, Benoît Magimel e Nuno Lopes. Ambientado durante o verão em Cannes, a trama segue uma garota de 16 anos que é atraída pelo estilo de vida livre e despreocupado de sua prima. Foi exibido na seção Quinzena dos Realizadores do Festival de Cannes 2019, onde ganhou um Prêmio SACD de Melhor Filme em Língua Francesa. Foi lançado na Netflix em 13 de agosto de 2020.

## Premissa
Naïma é uma jovem de 16 anos que mora em Cannes e acaba de comemorar seu aniversário. Sua mãe trabalha como faxineira em um dos luxuosos hotéis da cidade. Seu melhor amigo, Dodo, sonha em se tornar ator.
Sua prima Sofia vem de Paris para passar as férias com ela e a apresenta ao seu estilo de vida como uma "garota livre", com reflexões cínicas e hedonistas sobre o mundo. Durante as férias, elas conhecem Andres, um rico empresário brasileiro de 40 anos, e Philippe, seu amigo francês e assistente para tudo. Eles as convidam para passar um tempo em seu iate, onde se divertem e passeiam inconsequentemente pela Costa Azul.

## Elenco
- Zahia Dehar como Sofia
- Mina Farid como Naïma
- Benoît Magimel como Philippe
- Nuno Lopes como Andrès
- Clotilde Courau como Calypso
- Henri-Noël Tabary como Stewart
- Loubna Abidar como Dounia
- Lakdhar Dridi como Dodo
- Cédric Appietto como chef de cozinha
- Mickaël Migliorini como garçom com ouriços-do-mar
- Mathias Ben Hamou como garçom com ouriços-do-mar #2
- Colette Rossi como funcionária da boutique de luxo
- Lise Lomi como amiga de Naïma
- Martine Guzman como Carole, amiga de Dounia

## Produção

### Desenvolvimento
Une fille facile foi o quarto longa-metragem dirigido por Rebecca Zlotowski. A diretora se inspirou em um artigo escrito em primeira pessoa sobre dois homens casados e duas mulheres jovens que passaram um tempo juntos em um iate na Costa Azul. Para o papel de Sofia, Zlotowski escolheu a ex-acompanhante Zahia Dehar, envolvida no caso Zahia com jogadores de futebol como Karim Benzema e Franck Ribéry, revelado em 2010. Zlotowski ficou fascinada pela história e a contatou depois que Dehar deixou um "gostei" em de uma de suas publicações no Instagram. Zlotowski escreveu o roteiro do filme em três semanas.

### Filmagens
As filmagens aconteceram em Cannes, Nice e Saint-Jean-Cap-Ferrat, em 2018. As cenas de Calypso foram filmadas ao longo de dois dias no Domaine du Rayol, nos telhados da Maison de la Plage (Casa da Praia) e da Villa Rayolet, além de alguns de seus jardins. O pôster do filme foi feito nessas locações.

## Lançamento
O filme foi lançado na Netflix nos Estados Unidos em 13 de agosto de 2020 e ficou entre os 10 filmes mais assistidos na plataforma em seu fim de semana de estreia.

## Recepção

### Resposta da crítica
No site agregador de críticas Rotten Tomatoes, o filme possui uma aprovação de 95% baseada em 22 avaliações, com uma classificação média de 7,1/10. No Metacritic, o filme possui uma média ponderada de 79 de 100, baseada em análises de 9 críticos, indicando "críticas geralmente favoráveis". Na França, o filme recebeu uma nota média de 3,5/5 no site AlloCiné, com base em 29 críticas da imprensa.
Richard Brody, da revista The New Yorker, disse: "Zlotowski desenvolve um estilo único para explorar e intensificar as complexidades psicológicas e as críticas sociais presentes no drama. Assim como suas jovens protagonistas, o filme flerta perigosamente com o brilho sedutor e destrutivo da modernidade". Jon Frosch, do The Hollywood Reporter, descreveu Une fille facile como "um drama de amadurecimento leve e calorosamente sensual, tão mergulhado no clima do sul da França — com sol, mar, pele à mostra e um toque de glamour — que dá vontade de saboreá-lo como um doce".
O jornal Libération elogiou a leveza da narrativa: "Pontuado por referências dos anos 60, de Bardot a Rohmer, o filme de Rebecca Zlotowski revela em Zahia Dehar uma atriz ultramoderna e sutil, a serviço de uma radiante crônica social que tem a doçura de um conto de verão."
Para a revista Première, Zahia carrega o filme nas costas: "Zahia é o coração, o corpo e a alma do filme, que perde sua força assim que ela sai de cena. A escolha de contar a história através do olhar de sua prima de 16 anos faz com que, frequentemente, o filme se desvie para o território mais comum das histórias de amadurecimento. No entanto, ao longo do tempo, o filme consegue resistir a esse tropeço."

## Prêmios e indicações

### Nomeação
Festival de Cannes 2019: Prêmio SACD (Société des Auteurs et Compositeurs Dramatiques) da Quinzena dos Realizadores de Melhor Filme em Língua Francesa

### Seleções
Festival de Cannes 2019: seleção da Quinzena dos Realizadores
Festival de Cinema de Munique 2019: seleção em competição para o prêmio ARRI/OSRAM de Melhor Filme Internacional